# Unterseeboot 767
L'Unterseeboot 767 (ou U-767) est un sous-marin allemand utilisé par la Kriegsmarine pendant la Seconde Guerre mondiale.

## Conception
Unterseeboot type VII, l'U-767 avait un déplacement de 769 tonnes en surface et 871 tonnes en plongée. Il avait une longueur totale de 67,10 m, un maître-bau de 6,20 m, une hauteur de 9,60 m et un tirant d'eau de 4,74 m. Le sous-marin était propulsé par deux hélices de 1,23 m, deux moteurs diesel Germaniawerft M6V 40/46 de 6 cylindres en ligne de 1400 cv à 470 tr/min, produisant un total de 2 060 à 2 350 kW en surface et de deux moteurs électriques Brown, Boveri & Cie GG UB 720/8 de 375 cv à 295 tr/min, produisant un total 550 kW, en plongée. Le sous-marin avait une vitesse en surface de 17,7 nœuds (32,8 km/h) et une vitesse de 7,6 nœuds (14,1 km/h) en plongée. Immergé, il avait un rayon d'action de 80 milles marins (150 km) à 4 nœuds (7,4 km/h; 4,6 milles par heure) et pouvait atteindre une profondeur de 230 m. En surface son rayon d'action était de 8 500 milles nautiques (soit 15 700 km) à 10 nœuds (19 km/h).
 L'U-767 était équipé de cinq tubes lance-torpilles de 53,3 cm (quatre montés à l'avant et un à l'arrière) qui contenait quatorze torpilles. Il était équipé d'un canon de 8,8 cm SK C/35 (220 coups) et d'un canon antiaérien de 20 mm Flak. Il pouvait transporter 26 mines TMA ou 39 mines TMB. Son équipage comprenait 4 officiers et 40 à 56 sous-mariniers.

## Historique
Il reçut sa formation de base au sein de la 8. Unterseebootsflottille jusqu'au 30 avril 1944, puis il intégra sa formation de combat dans la 1. Unterseebootsflottille.
Sa première patrouille est précédée d'un court trajet de Kiel à Marviken. Elle commence le 22 mai 1944 au départ de Marviken pour l'Atlantique Nord. L'U-767 est l'un des huit U-Boote qui ont réussi à passer de l'Atlantique dans les eaux norvégiennes au cours de la seconde moitié de mai 1944, échappant aux patrouilles aériennes du 18e Groupe du Coastal Command de la RAF.
 Le 9 juin 1944, l'U-767 reçoit l'ordre de se diriger vers la Manche. Six jours plus tard, il envoie par le fond une frégate britannique au sud-sud-est de Wolf Rock. Le matin du 18 juin 1944 à 10 h 5, il est détecté par le 14e Escort Group dans le Golfe de Saint-Malo. Dans l'après-midi à 16 h 20, le destroyer HMS Fame l'attaque avec des obus de mortier sous-marin, au nord-ouest des Sept-Îles (près de Perros-Guirec), suivi d'un lancer de grenades. Les HMS Havelock et HMS Inconstant (H49) (en) arrivent sur les lieux et lancent d'autres charges de profondeur. Le sous-marin est envoyé par le fond à la position 49° 03′ N, 3° 13′ O.
Quarante-neuf membres d'équipage meurent dans cette attaque ; un survivant, Walter Schmietenknop, est repêché par le HMS Fame.

### Épave
L'épave est retrouvée en juillet 2002 par la société Starfish Enterprise Wreck Diving à 75 m de fond.

## Affectations successives
- 8. Unterseebootsflottille du 11 septembre 1943 au 30 avril 1944 (Flottille d'entraînement).
- 1. Unterseebootsflottille du 1er mai 1944 au 18 juin 1944 (Flottille de combat).

## Commandement
- Walter Dankleff (pt) du 11 septembre 1943 au 18 juin 1944

## Patrouille
|       | Commandant            | Départ      | Départ   | Arrivée      | Arrivée  | Jours    | Succès  |
| ----- | --------------------- | ----------- | -------- | ------------ | -------- | -------- | ------- |
|       | Oblt. Walter Dankleff | 9 mai 1944  | Kiel     | 11 mai 1944  | Marviken | 3 jours  |         |
| 1     | Oblt. Walter Dankleff | 22 mai 1944 | Marviken | 18 juin 1944 | Coulé    | 28 jours | 1 370   |
| Total | Total                 | Total       | Total    | Total        | Total    | 31 jours | 1 370 t |

Note : Oblt. = Oberleutnant zur See

## Navire coulé
1 navire a été coulé par le U-767
| Navires coulés par le U-767 |                    |             |         |
| Date                        | Navire             | pavillon    | Tonnage |
| 15 juin 1944                | HMS Mourne (K 261) | Royaume-Uni | 1 370 t |

### Sources
- (en) « Found at sea », Financial Post,‎ 11 novembre 2009 (lire en ligne)
- (en) Walter Schmietenknop, Saved, 2006